# هارون تكين
هارون تكين (بالتركية: Harun Tekin)‏ (مواليد 17 يونيو 1989) هو لاعب كرة قدم. يلعب مع منتخب تركيا لكرة القدم. سبق له أن لعب في بطولة أمم أوروبا لكرة القدم 2016 مع منتخب بلاده.

## روابط خارجية
- هارون تكين على موقع الاتحاد الأوربي (الإنجليزية)
- هارون تكين على موقع اتحاد تركيا (لاعب) (الإنجليزية)
- هارون تكين على موقع قاعدة بيانات كرة القدم.إي يو (الإنجليزية)
- هارون تكين على موقع ناشيونال فوتبول تيمز (الإنجليزية)
- هارون تكين على موقع Soccerway.com (الإنجليزية)
- هارون تكين على موقع عالم كرة القدم.نت (الإنجليزية)
- هارون تكين على موقع AS.com (الإسبانية)